# Suzanne Shepherd
Suzanne Shepherd (* 31. Oktober 1934; † 17. November 2023 in Garfield, New Jersey) war eine US-amerikanische Schauspielerin, Regisseurin und Schauspiellehrerin. Bekannt wurde sie vor allem in ihren Rollen als Karens dominante Mutter in dem Kinofilm GoodFellas – Drei Jahrzehnte in der Mafia und als Carmela Sopranos Mutter in der Fernsehserie Die Sopranos.

## Leben
Shepherd studierte Schauspiel bei Sanford Meisner. Sie war in den frühen 1960er-Jahren neben anderen Schauspielern wie beispielsweise Alan Alda und Alan Arkin eines der Gründungsmitglieder der Kabarett-Revue Compass Players. Shepherd hat lange Zeit am Theater gearbeitet, sowohl als Schauspielerin als auch als Regisseurin. Sie war für ihre Interpretationen der Stücke von Athol Fugard bekannt.
Shepherd wirkte im Laufe ihrer Karriere als Schauspielerin vor der Kamera in mehr als 40 Film-und-Fernsehproduktionen mit, wobei sie ihren ersten Film erst mit Mitte Fünfzig drehte. Im deutschsprachigen Raum wurde sie des Öfteren von Gisela Fritsch synchronisiert.
Suzanne Shepherd starb am 17. November 2023 im Alter von 89 Jahren. Sie hinterlässt eine Tochter.

## Filmografie (Auswahl)
- 1988: Pizza Pizza – Ein Stück vom Himmel (Mystic Pizza)
- 1988: Die Waffen der Frauen (Working Girl)
- 1989: Allein mit Onkel Buck (Uncle Buck)
- 1989: Mein Partner mit dem zweiten Blick (Second Sight)
- 1990: GoodFellas – Drei Jahrzehnte in der Mafia (Goodfellas)
- 1990: Law & Order (Fernsehserie, Folge 1x03)
- 1990: Jacob’s Ladder – In der Gewalt des Jenseits (Jacob’s Ladder)
- 1995: Die Jerky Boys (The Jerky Boys: The Movie)
- 1995: Palookaville
- 1996: Bullet – Auge um Auge (Bullet)
- 1996: Trees Lounge – Die Bar, in der sich alles dreht (Trees Lounge)
- 1997: Lolita
- 1998: Illuminata
- 1998: Wachgeküßt (Living Out Loud)
- 1998: American Cuisine (Cuisine américaine)
- 1998: Vig (Money Kings, Fernsehfilm)
- 2000: Requiem for a Dream
- 2000: Third Watch – Einsatz am Limit (Third Watch, Fernsehserie, Folge 1x22)
- 2000/2004: Ed – Der Bowling-Anwalt (Ed, Fernsehserie, 2 Folgen)
- 2000–2007: Die Sopranos (The Sopranos, Fernsehserie, 20 Folgen)
- 2001: Deadline (Fernsehserie, Folge 1x07)
- 2002: Criminal Intent – Verbrechen im Visier (Law & Order: Criminal Intent, Fernsehserie, Folge 1x14)
- 2003: Law & Order: Special Victims Unit (Fernsehserie, Folge 4x18 Tommy)
- 2004: A Dirty Shame
- 2008: Choke – Der Simulant (Choke)
- 2008: Harold
- 2009: Mein fast perfekter Valentinstag (I Hate Valentine’s Day)
- 2010: Gravity (Fernsehserie, Folge 1x06)
- 2016/2018: Blue Bloods – Crime Scene New York (Blue Bloods, Fernsehserie, 2 Folgen)
- 2017: Wo ist Kyra? (Where Is Kyra?)
- 2018: Die Woche (The Week Of)
- 2023: The Performance